# 지눠족
지눠족(基諾族, Jīnuò Zú, 기낙족)은 중국 소수민족 중의 하나로 중국 정부에 의해 공인된 56개의 소수민족 중 45번째로 많은 민족이다. 주로 윈난성 시솽 판나 다이족 자치주, 바이족 자치주, 징홍 시 지눠향과 그 근처의 산간부에 분포한다. 2000년 제5차 전국 인구조사 통계에서 지눠족의 인구는 20,899명이다.

## 역사
언어는 중국 티베트어족, 티베트-버마어 계열의 그룹에 속하는 지눠어를 사용한다. 자체적인 지눠 민족의 문자는 없다.

## 같이 보기
- 중국의 민족